# Église Notre-Dame-de-la-Nativité de Raffetot
L'église Notre-Dame-de-la-Nativité est une église catholique située dans la commune de Raffetot, en France.

## Localisation
L'église est située à Raffetot, commune du département français de la Seine-Maritime.

## Historique
L'église est datée du XIIIe siècle, XVIe siècle et XXe siècle.
L'édifice actuel comporte un clocher daté du XIIIe siècle, le chœur est du XVIe siècle et la nef du XVIIe siècle. 
L'édifice est inscrit au titre des monuments historiques depuis le 24 novembre 1926.

## Description
L'église est le lieu d'inhumation de seigneurs, dont Charles Deschamps de Boishébert (1729-1797).
Elle contient des fonts baptismaux du début du XVIIe siècle.